# Schnaittenbach
Schnaittenbach  è una città tedesca situata nel circondario di Amberg-Sulzbach, nel land della Baviera.

## Storia
La fondazione della cittadina di Schnaittenbach risale al 1270.

## Geografia fisica
Schnaittenbach si trova sulla Bundestrasse 14 Norimberga-Praga.

## Città gemellate - città sorelle
Schnaittenbach fa parte della cosiddetta “Kaolinstädtepartnerschaft”. Essa collega le città che hanno a che fare con il minerale caolino. Il partenariato è stato istituito nel novembre 2004. Oltre a Schnaittenbach, i membri di questa partnership sono le città bavaresi Tirschenreuth e Hirschau, dalla Sassonia Königswartha, Sornzig-Ablaß e la città di Mügeln, Nová Role dalla Repubblica Ceca e Nowogrodziec dalla Polonia.
Oltre alla Kaolinstädtepartnerschaft, Schnaittenbach è gemellata con Buchberg, in Svizzera.

## Suddivisione
Il comune conta, oltre al capoluogo Schnaittenbach (3 135 abitanti), nove frazioni:
- Kemnath am Buchberg (524)
- Holzhammer (317)
- Neuersdorf (110)
- Mertenberg (76)
- Sitzambuch (66)
- Demenricht (35)
- Döswitz (45)
- Trichenricht (39)
- Götzendorf (23).